# Dirck Stoop

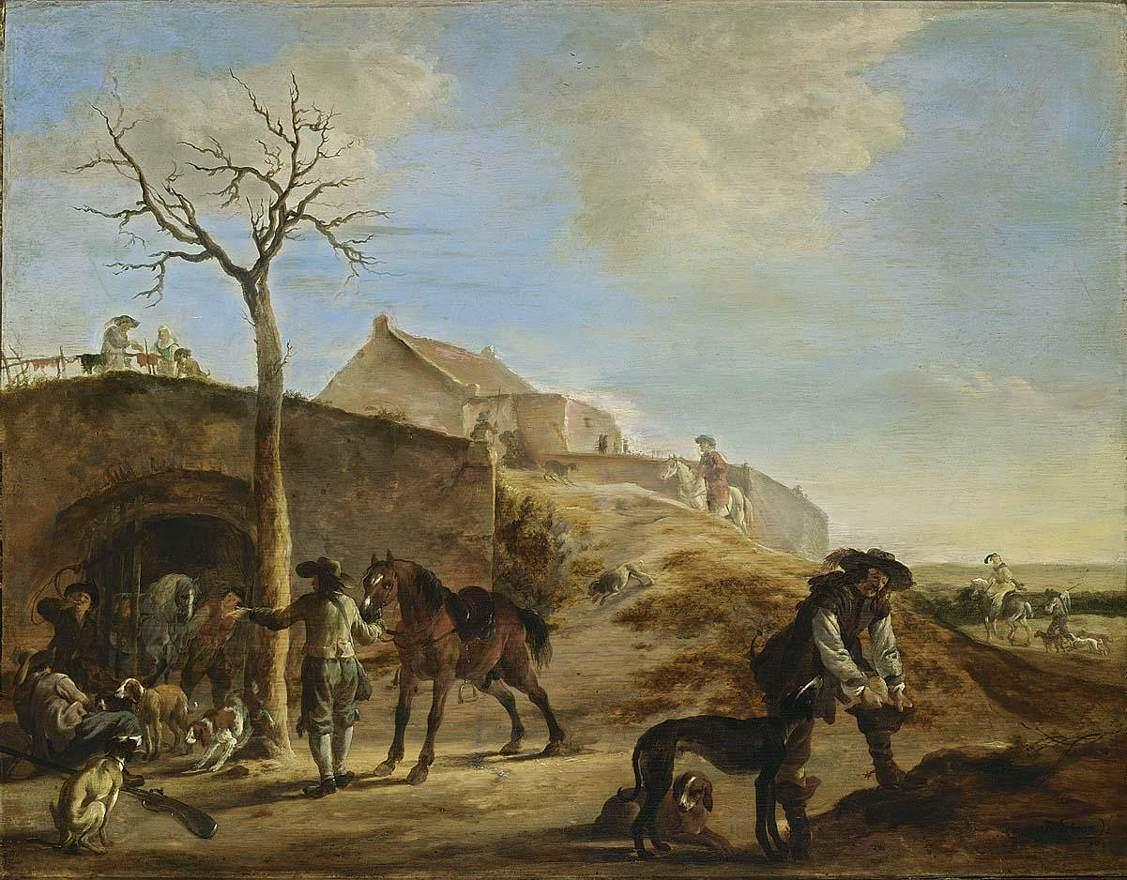
Landschap met jagers, 1651, privécollectie

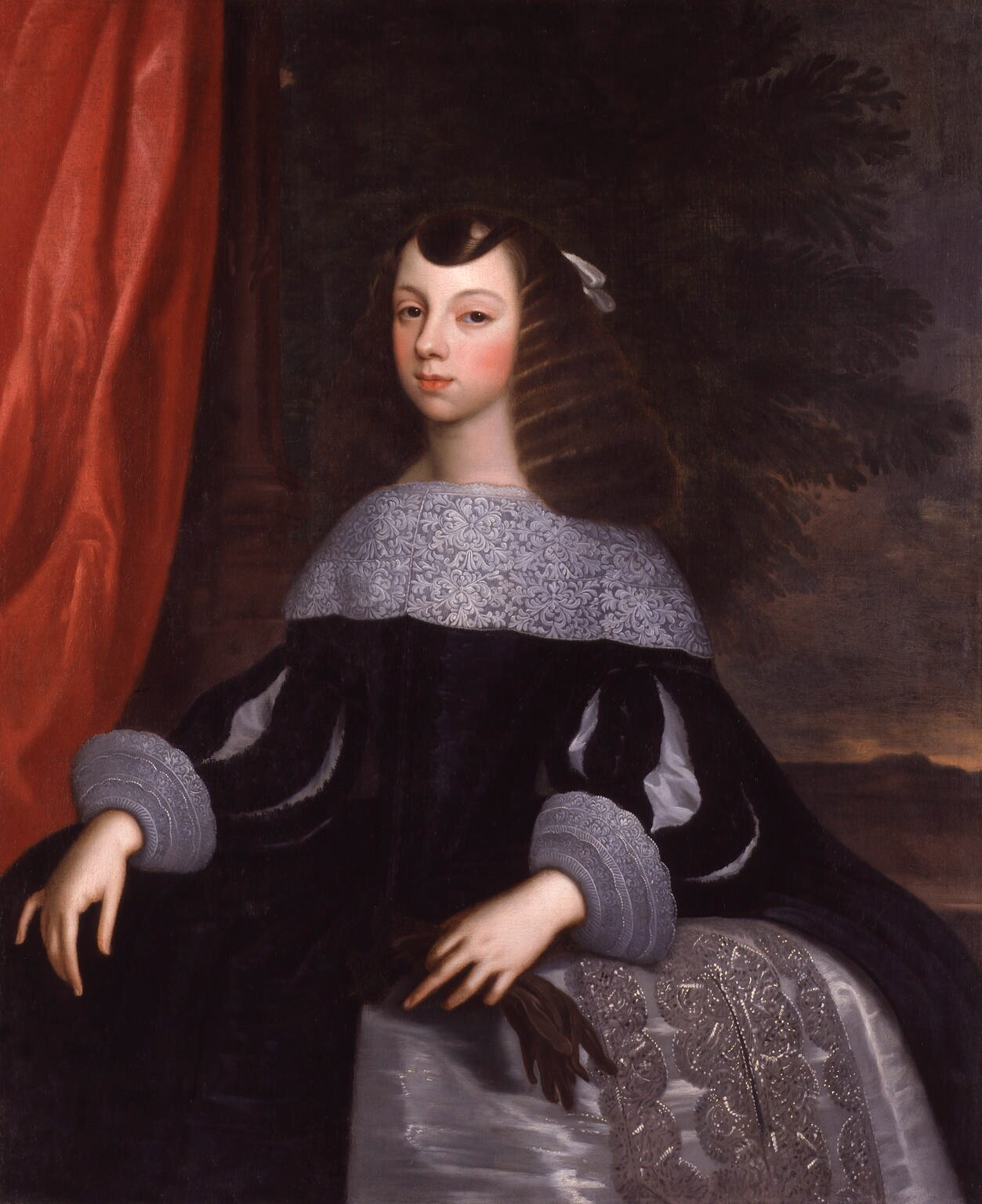
Portret van Catharina van Bragança

Dirck Stoop (Utrecht, ca. 1610 - aldaar, 1686) was een Nederlands kunstschilder, tekenaar en etser uit de periode van de Gouden Eeuw. Hij vervaardigde onder meer portretten en stadsgezichten, maar vooral landschappen, vaak met ruiters en jachttaferelen, en afbeeldingen van gevechten en veldslagen.
Stoop was een zoon van de glasschilder Willem Jansz. Stoop, die vermoedelijk ook zijn leermeester was. Hij was een broer van de schilder Maerten Stoop. Dircks vader was ook de eerste leermeester van Abraham Diepraam.
In dat kader vermeldt schilder en biograaf Arnold Houbraken Dirck in het voorbijgaan in zijn werk De groote schouburgh der Nederlantsche konstschilders en schilderessen (1718) als "den braven Paardeschilder Dirk Stoop".
Dirck Stoop verbleef herhaaldelijk in het buitenland. In de periode 1635 - 1645 zou hij in Italië zijn geweest waarna hij terugkeerde naar Utrecht. In 1661 - 1662 bevond hij zich aan het hof in Portugal. In 1662 - 1665 werkte hij in Engeland. Hij schilderde een weergave van een ruiterparade door Londen van Karel II in 1661 en een portret van diens echtgenote Catharina van Bragança.
In de periode 1667 - 1674 verbleef hij in Hamburg, waarna hij opnieuw terugkeerde naar Utrecht.

## Werken
Koninklijke Musea voor Schone Kunsten van België, Brussel
- Ruitergevecht tussen Christenen en Turken, olieverf op paneel, 57 x 88,5 cm
- Halte bij het logement, olieverf op paneel, 33,5 x 43,5 cm

National Portrait Gallery, London:
- Portret van Catharina van Bragança, olieverf op doek, 1660-1661, samen met enkele etsen die gebaseerd zijn op dit werk.

Statens Museum for Kunst, Kopenhagen:
- Tombe in een grot
- Rust gedurende de jacht

Art Institute Chicago :
- grazende paarden, 1651, ets (plaat 3 van een serie over paarden)
- Fokpaard in de nabijheid van een stal, 1651, ets, (plaat 1 van een serie over paarden)
- Twee ploegpaarden, 1651, ets (plaat 7 van een serie over paarden)
- Paarden, een geit en een man, ets , niet verder bepaald

Rijksmuseum Amsterdam
- Een groot aantal afdrukken van etsen.

## Afbeeldingen

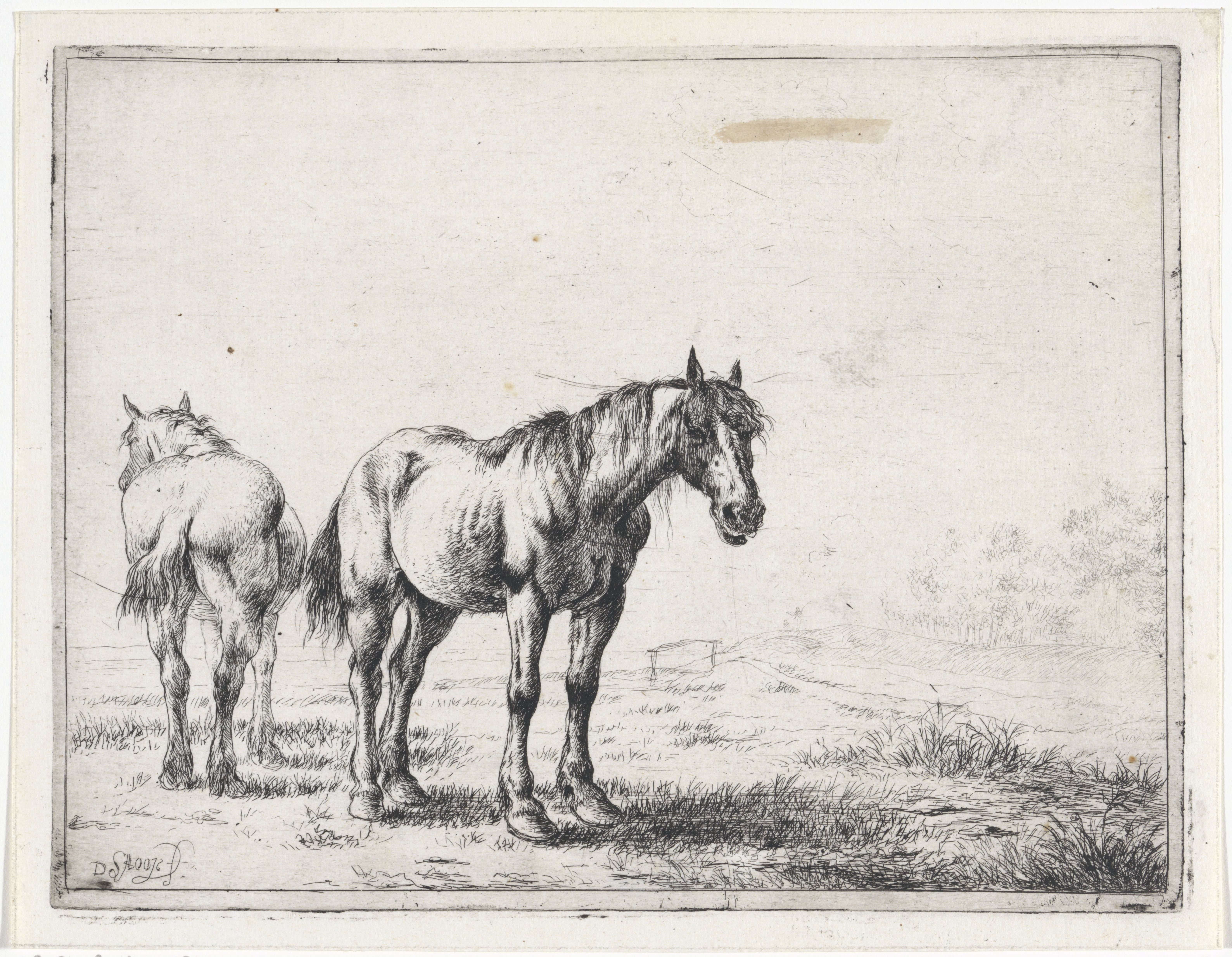
Twee paarden in een landschap
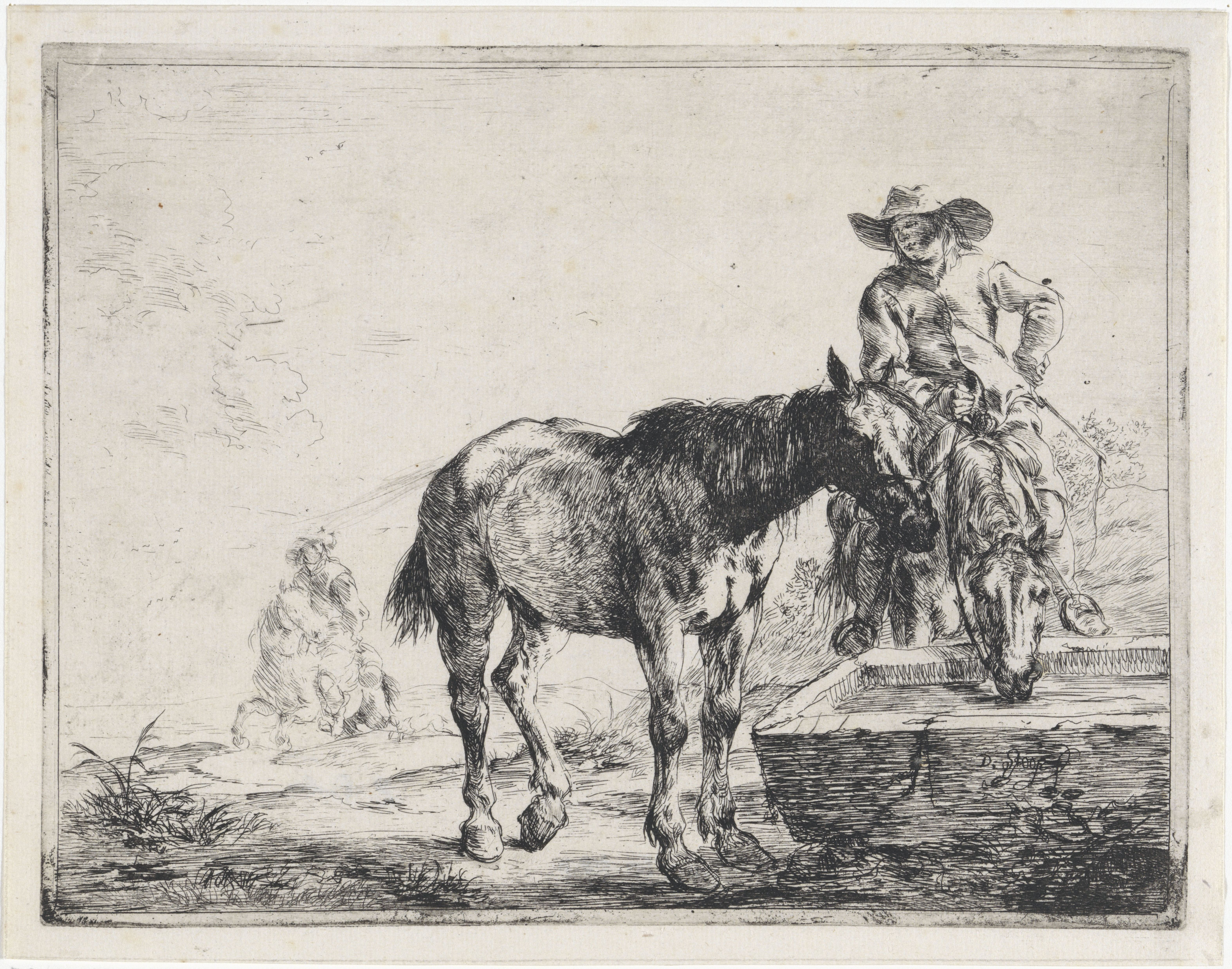
Twee paarden bij een trog
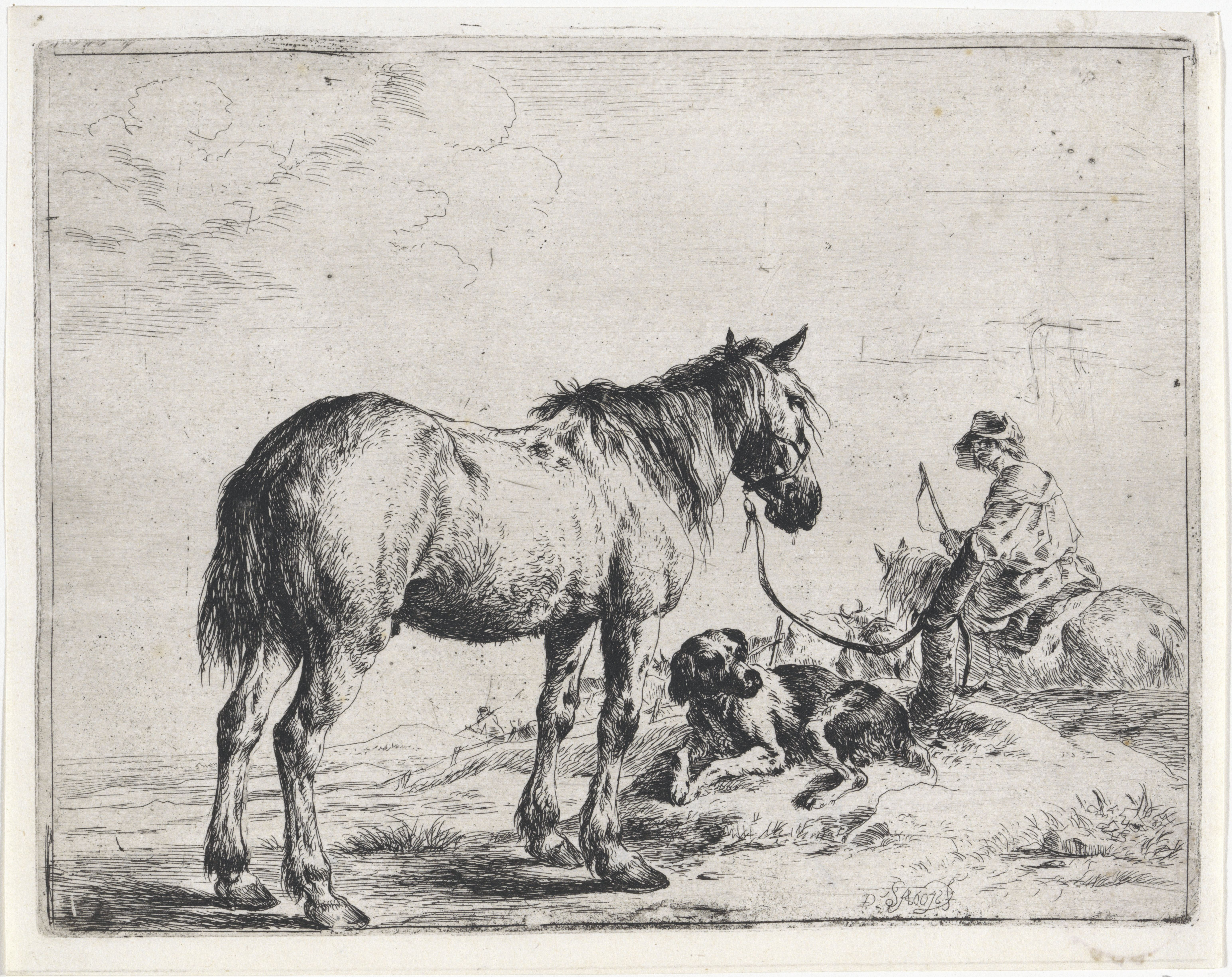
Paard aan een paal gebonden
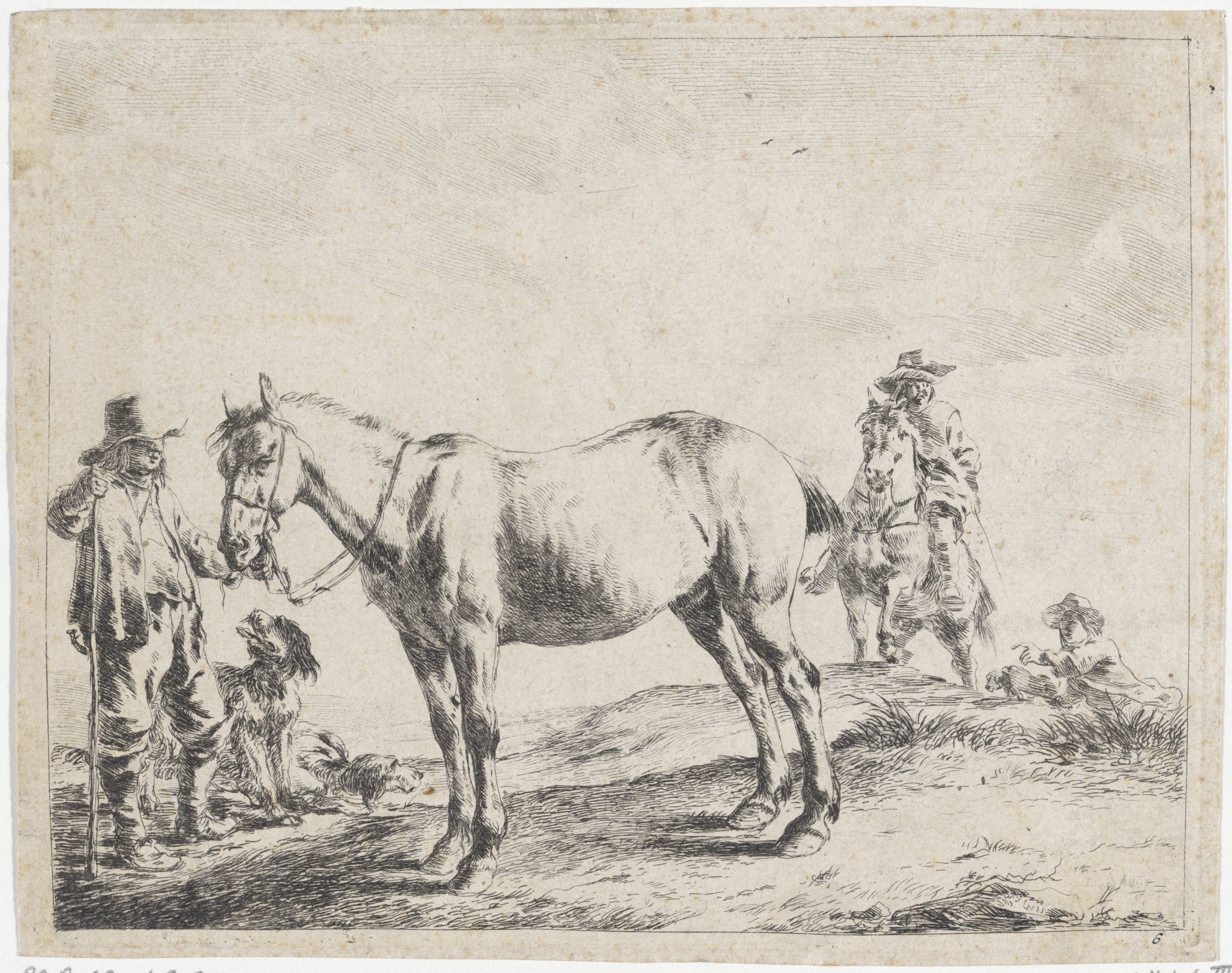
Man houdt een paard bij de teugels